# Scottish Citylink
Scottish Citylink Coaches Ltd est un opérateur d'autobus longues distances en Écosse et en Irlande (où il opère sous le nom de "Citylink"). L'abréviation ltd définie une forme juridique de l'entreprise similaire à celle des SARL. Cette compagnie fut fondée comme filiale de Scottish Bus Group en juin 1985. Depuis 2006, c'est une entreprise commune détenue à 65 % par ComfortDelGro (plus grande compagnie de transport à Singapour) et 35 % par Stagecoach Group plc (groupe de transport britannique). 
La société participe aux Lignes régulières d'autocar au Royaume-Uni.

## Réseau
Scottish Citylink gère un important réseau de services longues distances en Écosse. Ses 19 itinéraires relient non seulement les principales villes (Glasgow, Édimbourg, Aberdeen, Dundee, Stirling et Inverness) entre elles, mais aussi les communautés rurales des Highlands aux principales zones urbaines d'Écosse. Des ferry relient l'Écosse à l'Irlande du Nord, respectivement par les villes de Stranraer et Belfast; en saison, il est également possible de rallier la station balnéaire de Blackpool. Enfin, la société gère une navette entre le centre de Glasgow et son aéroport. Au total, 200 destinations sont gérées par Scottish Citylink avec 90 bus (fournis par des opérateurs dépendant de la destination) et 3 millions de passagers annuel. 
En dépit de l'extension des opérations de Citylink en Écosse, il subsiste des régions (dont de larges zones urbaines) qui ont peu ou pas de connexions au réseau. Ces endroits sont généralement gérés par des sous-traitants de Stagecoach Group, gérant leur propre réseau Stagecoach Express. C'est le cas dans des régions comme Ayrshire (Kilmarnock, Ayr et Irvine), Fife (Kirkcaldy, Dunfermline and St Andrews), Dumfries and Galloway, Aberdeenshire et Moray. La région des Scottish Borders (au Sud de l'Écosse) constitue une exception car elle est gérée par First Group, qui n'y fournit pas de service express régulier.
En Irlande, Citygroup opère entre Dublin, Galway, Shannon et Cork.

## Histoire
En 1985, Scottish Bus Group (SBG) a réorganisé les services express longues distances de ses filiales, dont la Western Scottish Omnibuses Ltd et la Eastern Scottish Omnibuses Ltd gérant la route de Glasgow et Édimbourg vers Londres et le sud. Citylink a été formé afin de coordonner ces services, et est devenu le principal opérateur de services express longues distances en Écosse, et en partance de l'Écosse vers l'Angleterre et le Pays de Galles. Avec ses principaux centraux à Glasgow et Édimbourg, de nombreuses dessertes vers les Highlands et les îles sont vitales pour les zones rurales puisqu'il s'agit du seul moyen de transport.
La société était alors propriétaire d'un véhicule pour satisfaire aux conditions autorisant son activité, mais il était géré avec les véhicules de la Western Scottish. En effet, Citylink n'exploite pas en nom propre des véhicules (elle délivre des franchises), mais un coloris bicolore bleu et jaune fut mis en place sur les autobus, avec le nom de la filiale affiché à l'avant et à l'arrière du véhicule (par exemple, Western Scottish). Par le passé, seuls les services au-delà de l'Écosse avaient uniformisé leur aspect à la fin des années 1990, en adoptant une teinte bleue et blanche avec le nom "Scottish" en bras dans le style du logo de la SBG.
Des filiales gèrent alors les véhicules de Citylink sur les services express situés dans leur zone d'opération d'origine. Lorsque les routes couvrent plusieurs zones d'opérations, celles-ci sont partagées entre les compagnies. Le niveau d'implication d'une filiale dépend de l'importance et du tracé du trajet ; Central Scottish, Strathtay Scottish, Kelvin Scottish et Clydeside Scottish ont été dès l'origine les plus petits contributeurs du réseau en raison de l'absence de ville importante dans leurs zones d'opérations. Lorsque SBG s'est préparée à la privatisation, les franchises d'exploitation de Citylink ne purent plus être seulement réservées aux filiales : des contrats d'exploitation Citylink furent accordés à des compagnies privées comme les bus de Rapson (basés à Inverness), d'Henry Crawford (à Neilston), de la West Coast Motors (de Campbeltown), de Skye-Ways ou Park's ; ces compagnies fournirent leurs propres bus. Ulsterbus a également adopté les coloris des bus Citylink mais en conservant son nom "Ulsterman" ; elle gère des bus entre Derry et Belfast, ainsi que sur une route traversant les villes de Dumfries and Galloway, une route était également gérée par la Western Scottish. 
La compagnie Citylink elle-même fut privatisée en août 1990, lorsque sa direction et ses employés l'ont rachetée à travers une compagnie appelée Clansman (qui sera renommée Saltire Holdings), pour 265 000£. Comme le Scottish Bus Group était démantelé, le nombre d'opérateurs privés ayant des contrats Citylink augmenta. Park's, West Coast Motors et Rapson's devinrent des contributeurs majeurs du réseau, tandis que les anciennes compagnies de la SBG, maintenant propriétés de Stagecoach (Fife Scottish, Western Scottish, Bluebird Buses), commencèrent à avoir leur propre réseau et, petit à petit, leurs zones d'exploitations respectives.
En 1993, le National Express Group (NEG) racheta la firme pour 5 millions de livres sterling. À cette époque, les services en direction de l'Angleterre furent remplacés par les services National Express, laissant donc à Citylink les services propres à l'Écosse. Une planification et une billetterie commune furent mises en plage entre ces deux opérateurs. Citylink prit une participation dans la West Coast Motors, achetant les bus de la Skye-Ways et de Highland Country (branche de la Highland Scottish).
Avec le démantèlement et la privatisation de British Rail, NEG réussit à obtenir la franchise sur ScotRail en 1997. La Competition Commission (commission de la concurrence) ordonna donc la vente de Citylink, pour éviter que NEG n'exerce un monopole sur les services longues distances d'autobus et de train en Écosse. Metroline, filiale à Londres de ComfortDelGro, racheta Citylink pour 10,2 millions de livres en 1998.

## De nos jours

### Continuité
Le siège social de la compagnie se trouve à la station de Buchanan à Glasgow, et ses services continuent d'être gérés par le système de franchises : Citylink ne gère pas directement de véhicules (un seul est propriété de la compagnie et utilisé par West Coast Motors pour satisfaire les conditions de licence). L'esthétique bleu et jaune continue d'être utilisée, bien que son style ait été changé avec le temps pour rester « frais et moderne ». 

### Prise de participation de Stagecoach
Citylink dut faire face à une compétition féroce de Megabus et Motorvator, deux filiales de Stagecoach. En particulier, le principal itinéraire entre Glasgow et Édimbourg était en compétition directe avec Motorvator depuis son acquisition par Stagecoach en juillet 2004. Le 13 septembre 2005, Stagecoach et ComfortDelGro acceptèrent de créer une entreprise commune, mettant fin à la compétition entre les deux opérateurs. D'après les termes de l'accord, Stagecoach prend une participation de 35 % dans Citylink. Bien qu'il soit actionnaire minoritaire, Stagecoach semble à présent avoir le contrôle opérationnel de la société :
– les employés de Stagecoach ont remplacé la plupart de l'ancienne direction de Citylink ;
– les filières de Stagecoach ont commencé à gérer bon nombre des routes anciennement exploitées par des détenteurs de la franchise Citylink, comme Travel Dundee (filiale de NEG) ;
– les numéros, emplois du temps et routes de Citylink ont été sacrifiés au profit de Megabus lorsque les deux compagnies se chevauchaient.

### Enquête de la Competition Commission
À la suite d'une enquête lancée en mars 2006, la Competition Commission conclut que l'entreprise commune réduisait substantiellement la concurrence, des preuves montrant que cela avait déjà résulté en une augmentation de tarif sur certaines routes. Bien que des consultations plus poussées doivent être entreprises avec les opérateurs pour se mettre en accord sur la compétition, cela résulterait probablement en un démantèlement forcé au profit d'un opérateur indépendant.
Stagecoach émit immédiatement des objections sur la conclusion de la commission, déclarant qu'une période de consultation supplémentaire sèmerait le trouble dans l'esprit des passagers, laissant planer l'incertitude sur des services vitaux, tout en mettant en danger le réseau entre les villes d'Écosse et sa capacité à former une alternative fiable par rapport au réseau ferré. Les critiques sur le rapport de la commission trouvent un écho grandissant en Écosse : la compagnie a reçu le soutien de nombreux hommes politiques du parlement d'Écosse.